# Colona winitii
Colona winitii là một loài thực vật có hoa trong họ Cẩm quỳ. Loài này được (Craib) Craib mô tả khoa học đầu tiên năm 1925.